# 許懷泉
許懷泉（Herman Hsu，1957年8月7日—），台灣流行歌曲作詞人及廣告製作人，出生於新竹市。於國立成功大學礦業及石油工程學系取得學士學位。早年從事歌曲作詞，作品有蔣修容《紅塵有愛》(華視八點檔主題曲)等，並有許多令人朗朗上口的廣告創作，如「別讓嫦娥笑我們髒」、「高崗屋海苔-好久不見』、「吃好酢，好處多」等，後於甲山林任職企劃總監，知名廣告作品有帝寶及甲山林等建案。現與妻子共同經營社團法人中華許許願展夢文教協會。

## 家庭
1957年，許懷泉出生在台灣新竹市，父親許天眷，曾任新竹市立東門國小校長，母親李琰兒為家庭主婦。其叔父許天威為特殊教育博士。
與前妻李淑芬(已歿)育有兩子，現與妻子周紫瑩共同經營社團法人中華許許願展夢文教協會。

## 經歷[1][2]

### 早年生活
- 因為家學淵源，許懷泉在高中以前，就已在漢文、平仄、音韻方面打下扎實的基礎。後進入國立成功大學就讀礦業及石油工程學系，雖學習理工科，但仍崇尚《旅美小簡》作者陳之藩，成為文藝青年。

### 文創中年
- 1981年，由於一報紙上一篇「台廣要人」的小廣告，許懷泉正式進入廣告界，創思出許多令人印象深刻朗朗上口的經典文案。
- 知名經典廣告作品有：

1. 環保局－別讓嫦娥笑我們髒
2. 開喜烏龍茶－新新人類，繼續喝茶五千年
3. 高岡屋海苔－好久不見
4. 曼仕德咖啡－Do I Must
5. 櫻花廚浴－把家熱起來
6. 工研酢－吃好醋，好處多
7. 得恩堂－別讓框框框柱你
8. 中國信託－點燃生命之火

- 其後跨界成為歌壇詞人，緣起是為小林眼鏡當初上市的第一支廣告影片創作主題曲，並由女星方文琳代言，此次合作讓許懷泉與當時的鄉城唱片結緣，後加入該公司成為企劃文案兼創作詞人。此期間合作過的作曲者，主要包含孫建平、蔣三省、鈕大可、林隆璇及黃國倫。
- 1990年為華視八點檔《紅塵有愛》同名主題曲作詞。

### 文益熟年
- 2005年起，擔任甲山林建設的企劃總監，開始房產代銷領域，至2019年卸任[3]，
- 2014年起，秉承父親生前熱心公益的職志，創辦「社團法人許許願展夢文教協會」，開始推動關懷兒少公益。

## 作品

### 詞作品
- 馬少燕 - 《問》
- 袁培華 - 《我想我願意》
- 楊峻榮 - 《我還好》、《最先傷心的人是我吧》、《砂漏情書》
- 王玉玲 - 《是不是該談談的時候》、《再一次裝扮孤單的心》
- 蔣修容 - 《紅塵有愛》
- 林靈 - 《天空的天空》
- 芝麻龍眼 - 《每當聽到愛情的歌》、《傷心對白》、《愛情速食店》
- 陳艾玲 - 《動不動就想起你所有》、《情戒》、《我已經習慣把你當成我自己》、《你像眼淚流過我的心》、
- 蔣修容 - 《失去的地平線》
- 騰格爾 - 《東方駱駝》
- 薛志正 - 《只是意外》
- 張信理 - 《我好熱的心妳好冷的眼》

### 專輯
- 鳳凰之歌－長短調
- 林良樂1988年《回到未來》專輯製作

### 廣告作品
- 拿坡里炸雞/披薩、三商巧福、頂好超市、國農鮮乳、開喜烏龍茶、曼仕德咖啡、工研醋、高岡屋海苔、Wendy's(溫蒂漢堡)、白木屋蛋糕、KRAFT NABISCO(歐斯麥,脆笛酥,可口奶滋,OREO)、曼陀珠、優沛蕾、三好米、SAPPORO (beer)、桂格Quaker

- 得恩堂眼鏡、小林眼鏡、博士倫、Elizabeth Arden 、涵沛保養系列、POND'S(cosmetics)、NiceBeauty.com、 TOP 333脫普洗髮精、Colgate高露潔、新萬仁綠油精、永豐餘、五月花衛生紙

- YAMAHA跑速樂、三陽SYM機車、GM凱迪拉克汽車、Chrysler克萊斯勒、JEEP吉普車、Hyundai 現代汽車

- 晶華酒店、SOGO復興館、統一夢時代、甲山林台北灣

#### 廣告配音作品
- 帝寶系列、台北灣系列(第1-7期)、
- 甲山林系列(城上城、水公園…等)
- 日勝生系列(京站、美河市廣告…等)、
- 寶路系列(綠中海、園上園…等)、
- 興復發系列(台北晶麒、台中帝寶、台北1號院、信義香榭…等)

### 出版作品
- 2014年，《哈「佛」學不到的：禪而不吠》，作者：周亦龍/姚國忠/許懷泉，海鴿出版社，ISBN 9789865951788

## 外部連結
- 許懷泉(Herman Hsu)的Facebook專頁
- 社團法人許許願展夢文教協會的Facebook專頁